# 阿曼德·丘尔
阿曼德·阿瑟·丘尔（英語：Armand Arthur Cure，1919年8月1日—2003年11月28日），美国NBA、NFL联盟前职业运动员。